# Terence Hanbury White
Terence Hanbury White (29. května 1906, Bombaj – 17. ledna 1964, Pireus) byl americký spisovatel narozený v Indii. Byl představitelem fantasy literatury. Proslul zejména artušovskou tetralogií Král bývalý a král budoucí (The Once and Future King). První její díl Meč v kameni (The Sword in the Stone) vydal roku 1938, česky prvně vyšel v roce 2005. Jako celek autor sérii představil v roce 1958. Věnoval se ale i jiným žánrům, například sci-fi (Earth Stopped), literatuře pro děti (Mistress Masham's Repose) nebo literatuře faktu (The Age of Scandal). Celkem napsal 26 knih.

## Život
Narodil se v Indii anglickým rodičům, od pěti let žil v Británii. Vystudoval angličtinu na Queens' College v Cambridgi. Absolvoval roku 1928. Již jeho diplomová práce byla věnována Maloryho Artušově smrti. Právě z ní vychází jeho nejslavnější kniha, kde popisuje chlapectví krále Artuše, a při jejímž psaní byl ovlivněn freudovskou psychologií.
Po studiích krátce učil, než mu úspěch jeho knihy England Have My Bones (1936) umožnil plně se živit literaturou. V roce 1939 se přestěhoval do Doolitownu v Irsku, kde prožil druhou světovou válku jako de facto odpírač vojenské služby (Irsko bylo ve válečném konfliktu neutrální). V roce 1946 se usadil na Alderney, třetím největším Normanském ostrově, kde žil v osamění po zbytek svého života. Zemřel na selhání srdce na palubě lodi v přístavu Pireus, když se vracel z přednáškového turné po Spojených státech.
Podle biografie Sylvie Townsendové Warnerové z roku 1967 byl White "homosexuál a sado-masochista". Autorka též prokázala, že v jeho denících jsou i homosexuálně pedofilní pasáže. Sám White se k homosexualitě ale nikdy nepřihlásil a byl to pro něj zřejmě vnitřní problém. Také někteří jeho blízcí přátelé interpretaci Warnerové odmítli. Lin Carter vykresluje Whitea v knize Imaginary Worlds jako muže hlubokých citů, který však kvůli svému nešťastnému dětství nebyl schopen navázat blízké lidské vztahy (jeho otec byl alkoholikem). Sám White se ke konci svého života stal těžkým pijákem.

## Vliv
J. K. Rowlingová uvedla, že Whiteovo psaní silně inspirovalo její knihy o Harrym Potterovi. Několik kritiků poukázalo na jasnou návaznost Albuse Brumbála na Whiteovo vylíčení postavy Merlina. Neil Gaiman dokonce sebeironicky uvedl, že on i Rowlingová Whitea prostě vykradli ("we were both just stealing from T. H. White: very straightforward").